# Country Grammar (Hot Shit)
Country Grammar (Hot Shit) è un brano musicale del rapper statunitense Nelly, pubblicato come primo singolo estratto dall'album Country Grammar il 29 febbraio 2000. Il brano è riuscito ad arrivare alla settima posizione della classifica Billboard Hot 100.

## Tracce
CD-Maxi Universal 158 480 2 (UMG) / EAN 0601215848021
1. (Hot Shit) Country Grammar (New Radio Edit) - 3:04
2. (Hot Shit) Country Grammar (Superclean Radio Edit W/FX) - 3:50
3. (Hot Shit) Country Grammar (2 Step Mix) - 5:56
4. (Hot Shit) Country Grammar (Album Version) - 4:47

## Classifiche
| Classifica (2000)                    | Posizione più alta |
| ------------------------------------ | ------------------ |
| U.S. Billboard Hot 100               | 7                  |
| U.S. Billboard Hot R&B/Hip-Hop Songs | 5                  |
| U.S. Billboard Hot Rap Songs         | 1                  |
| Austria                              | 61                 |
| Australia                            | 20                 |
| Nuova Zelanda                        | 20                 |
| Paesi Bassi                          | 20                 |
| Svizzera                             | 58                 |